# Gare de Conduché
La gare de Conduché est une gare ferroviaire française fermée de la ligne de Cahors à Capdenac, située sur le territoire de la commune de Bouziès, dans le département du Lot, en région Occitanie.
Elle est mise en service en 1886 par la Compagnie du chemin de fer de Paris à Orléans, et est fermée aux voyageurs en 1980.

## Situation ferroviaire
Établie à 136 mètres d'altitude, la gare de Conduché est située au point kilométrique (PK) 686,251 de la ligne de Cahors à Capdenac, entre les gares également fermées de Saint-Géry et de Saint-Cirq-Lapopie.
La ligne, en mauvais état, n'a plus de circulations.

## Service des voyageurs
Gare fermée située sur une section de ligne déclassée.
La ligne d'autocar no 889 a remplacé le train.

## Patrimoine ferroviaire
L'ancien bâtiment voyageurs est devenu un gîte et un restaurant. L'intérieur du bâtiment voyageurs est partiellement préservé tel quel, notamment le guichet.